# Julie Anne Haddock
Julie Anne Haddock, född 3 april 1965 i Los Angeles, Kalifornien, är en amerikansk skådespelare. Hon har medverkat i bland annat Mulligan's Stew, Wonder Woman, Lilla huset på prärien och The Facts of Life.